# Persuasión (película de 2022)
Persuasión (título original: Persuasion) es una película dramática estadounidense de 2022 dirigida por Carrie Cracknell a partir de un guion de Ron Bass y Alice Victoria Winslow, basada en la novela del mismo nombre de Jane Austen.

## Reparto
- Dakota Johnson como Anne Elliot
- Henry Golding como Mr. Elliot
- Cosmo Jarvis como Frederick Wentworth
- Suki Waterhouse
- Richard E. Grant
- Nikki Amuka-Bird
- Ben Bailey Smith
- Izuka Hoyle
- Mia McKenna-Bruce
- Nia Towle
- Edward Bluemel
- Lydia Rose Bewley
- Yolanda Kettle

## Producción
En abril de 2021, se anunció que Dakota Johnson se había unido al elenco de la película, con Carrie Cracknell dirigiendo un guion de Ron Bass y Alice Victoria Winslow, basado en la novela del mismo nombre de Jane Austen, con Netflix como distribuidor. En mayo de 2021, Henry Golding, Cosmo Jarvis, Richard E. Grant, Nikki Amuka-Bird, Ben Bailey Smith, Izuka Hoyle, Mia McKenna-Bruce y Nia Towle se unieron al elenco de la película. En junio de 2021, Edward Bluemel, Lydia Rose Bewley y Yolanda Kettle se unieron al elenco de la película.

## Rodaje
La fotografía principal comenzó en mayo de 2021.